# Grand Prix moto de France 1964
Le Grand Prix moto de France 1964 est la troisième manche du Championnat du monde de vitesse moto 1964. La compétition s'est déroulée du 16 au 17 mai 1964 sur le Circuit de Charade à Clermont-Ferrand. C'est la 32e édition du Grand Prix moto de France et la 10e édition comptant pour le championnat du monde.

## Résultats des 350 et 500 cm3
Pas d'épreuve pour les catégories 350 et 500 cm3 lors de ce Grand Prix.

## Résultats des 250cm³
| Pos. | Pilote         | Moto   | Temps             | Points |
| ---- | -------------- | ------ | ----------------- | ------ |
| 1    | Phil Read      | Yamaha | 1 h 03 min 46 s 2 | 8      |
| 2    | Luigi Taveri   | Honda  | +1 min 41 s 2     | 6      |
| 3    | Bert Schneider | Suzuki | +2 min 57 s 1     | 4      |
| 4    | Bruce Beale    | Honda  | +1 tour           | 3      |
| 5    | Ernst Weiss    | Honda  | +2 tours          | 2      |
| 6    | Roger Mailles  | Morini | +2 tours          | 1      |
| 7    | ...            | ...    | ...               |        |

## Résultats des 125cm³
| Pos. | Pilote               | Moto    | Temps         | Points |
| ---- | -------------------- | ------- | ------------- | ------ |
| 1    | Luigi Taveri         | Honda   | 53 min 17 s 6 | 8      |
| 2    | Bert Schneider       | Suzuki  | +21 s 1       | 6      |
| 3    | Frank Perris         | Suzuki  | +49 s 3       | 4      |
| 4    | Kunimitsu Takahashi  | Honda   | +1 min 13 s 9 | 3      |
| 5    | Jean-Pierre Beltoise | Bultaco | +3 min 54 s 2 | 2      |
| 6    | Roland Föll          | Honda   | +4 min 17 s 8 | 1      |
| 7    | Chris Vincent        | Honda   | +1 tour       |        |
| 8    | Jack Ahearn          | Honda   |               |        |
| 9    | ...                  | ...     | ...           |        |

## Résultats des 50cm³
| Pos. | Pilote               | Moto     | Temps       | Points |
| ---- | -------------------- | -------- | ----------- | ------ |
| 1    | Hugh Anderson        | Suzuki   | 36 min 31 s | 8      |
| 2    | Hans-Georg Anscheidt | Kreidler | +27 s 8     | 6      |
| 3    | Jean-Pierre Beltoise | Kreidler |             | 4      |
| 4    | José Maria Busquets  | Derbi    |             | 3      |
| 5    | Isao Morishita       | Honda    |             | 2      |
| 6    | Tarquinio Provini    | Kreidler |             | 1      |
| 7    | ...                  | ...      | ...         |        |

## Résultats des Sidecars
| Pos. | Pilote            | Passager           | Moto    | Temps         | Points |
| ---- | ----------------- | ------------------ | ------- | ------------- | ------ |
| 1    | Fritz Scheidegger | John Robinson      | BMW     | 57 min 42 s 4 | 8      |
| 2    | Max Deubel        | Emil Hörner        | BMW     | +3 s 5        | 6      |
| 3    | Georg Auerbacher  | Beno Heim          | BMW     |               | 4      |
| 4    | Colin Seeley      | Wally Rawlings     | FCS-BMW |               | 3      |
| 5    | Arsenius Butscher | Wolfgang Kalauch   | BMW     |               | 2      |
| 6    | Joseph Duhem      | François Fernandez | BMW     |               | 1      |
| 7    | ...               | ...                | ...     |               |        |